# Volvo VN
Le Volvo VN est un camion produit par le constructeur suédois Volvo Trucks. Initialement développé en Amérique du Nord, il a été lancé en 1996 dans sa deuxième génération de la Classe 8 de Volvo. Pour l'année modèle 2004, la troisième génération a été introduite avec un capot, des phares, des carénages et un intérieur révisés, et la VN a été officiellement renommée VNL. Les autres modèles comprennent la VNM (jusqu'en 2017) et la VNR (à partir de 2017).

## Troisième génération (2004–2017)
En 2004, la troisième génération a été introduite avec des modifications notamment sur le capot, les phares, les carénages. L'intérieur a également été revu. Le "L" de VNL signifie que le capot est long, contrairement au VNM à capot moyen et au VNR régional. Les autres parties du nom du modèle (par exemple, VNL64T760) comprennent le nombre de roues et de roues motrices ("64"), suivi d'un "T" pour tracteur, puis d'un code à trois chiffres pour le type de cabine. La cabine 300 est une cabine de jour et la cabine 400 est une cabine courte, tandis que les cabines 640/660/740/760/780 sont des cabines couchettes complètes à toit plat ou surélevé. C'est le premier véhicule utilitaire Volvo à être assemblé aux États-Unis après l'abandon de la marque WhiteGMC (bien que Volvo n'ait racheté le reste des intérêts de General Motors dans les tracteurs routiers qu'en 1997, rebaptisant sa division camions américaine de Volvo GM à Volvo Trucks North America). Il est actuellement disponible exclusivement pour le marché nord-américain.

En 2013, Volvo Trucks a ajouté le VNX, le modèle le plus haut de gamme de la série VN.

## Quatrième génération (2017–)
En 2017, Volvo Trucks dévoile son nouveau VNL. Doté d'une nouvelle cabine et d'un intérieur inédit, il reprend des éléments des poids lourds Volvo européens.
Le nouveau VNL propose un moteur diesel Volvo D13 de 13 litres ainsi qu'un Volvo D11 de 11 litres de cylindrée. Un moteur Cummins X15 de 15 litres est également proposé.
Cette nouvelle génération dispose de 5 cabines différentes : VNL 300, 400, 740, 760 ainsi que 860.